# 马来西亚回教

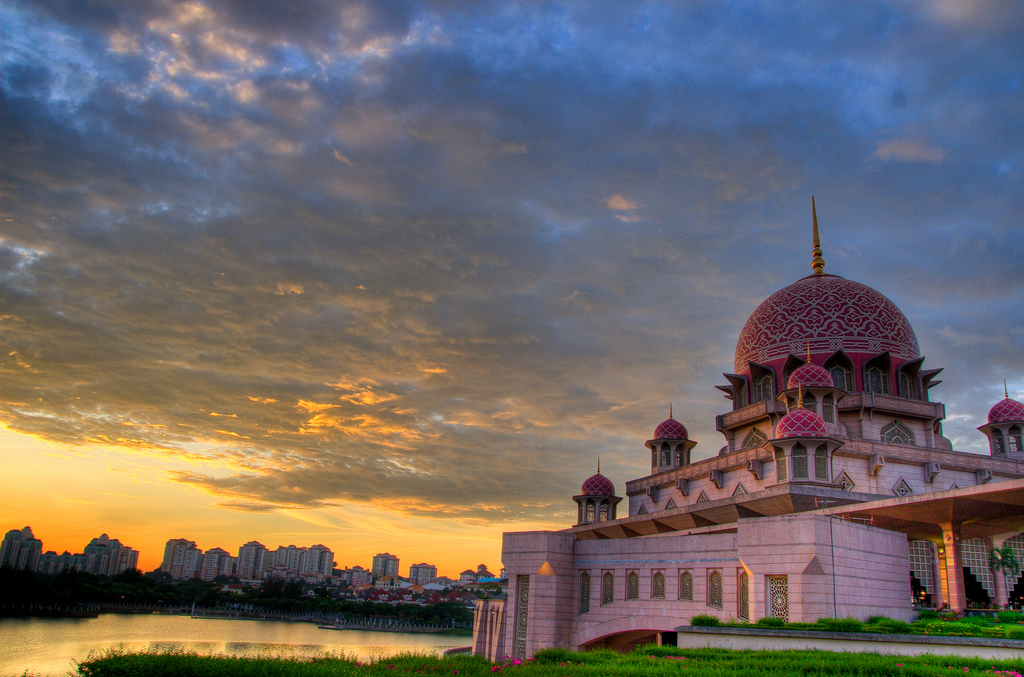
位于布城的布特拉清真寺

马来西亚是一个多元宗教的国家，而伊斯兰教（回教）是马来西亚马来人和其他土著为主信奉的宗教。截至2020年，有大约63.5%（2060万）马来西亚人是穆斯林（回教徒）
。逊尼派（特别是沙斐仪学派）是该国回教的最大教派，传统上回教法的立法依据主要来自于沙斐仪学派。《马来西亚联邦宪法》第三条规定，回教是马来西亚联邦宗教，但《马来西亚联邦宪法》第十一条同时保障其他宗教和平传播和国民宗教信仰自由的权利。该国的法律制度以及判例是依据英国的英美法系，仅有回教徒受到回教法管辖，并且仅限于家事法与宗教信奉相关事务。
《马来西亚联邦宪法》明定伊斯兰教是马来西亚的联邦官方宗教，但宪法同时保障人民宗教信仰自由的权利。尽管有人提出马来西亚是一个回教国（Islamic state），但马来西亚究竟是世俗国还是伊斯兰国家，仍有许多争论。

## 背景
《马来西亚宪法》草案原本并未明文规定该国的官方宗教，当时马来西亚九位州王一致认为，回教足以成为各州的官方宗教。里德委员会草拟联邦宪法的法官阿都哈密（Abdul Hamid）坚决支持使回教作为国教，因而使回教成为马来西亚联邦官方宗教。根据《马来西亚宪法》第一百六十条，所有马来族都是回教徒。马来西亚法律以及《马来西亚宪法》明文规定，若一个人并非回教徒，不得成为马来族。

## 历史

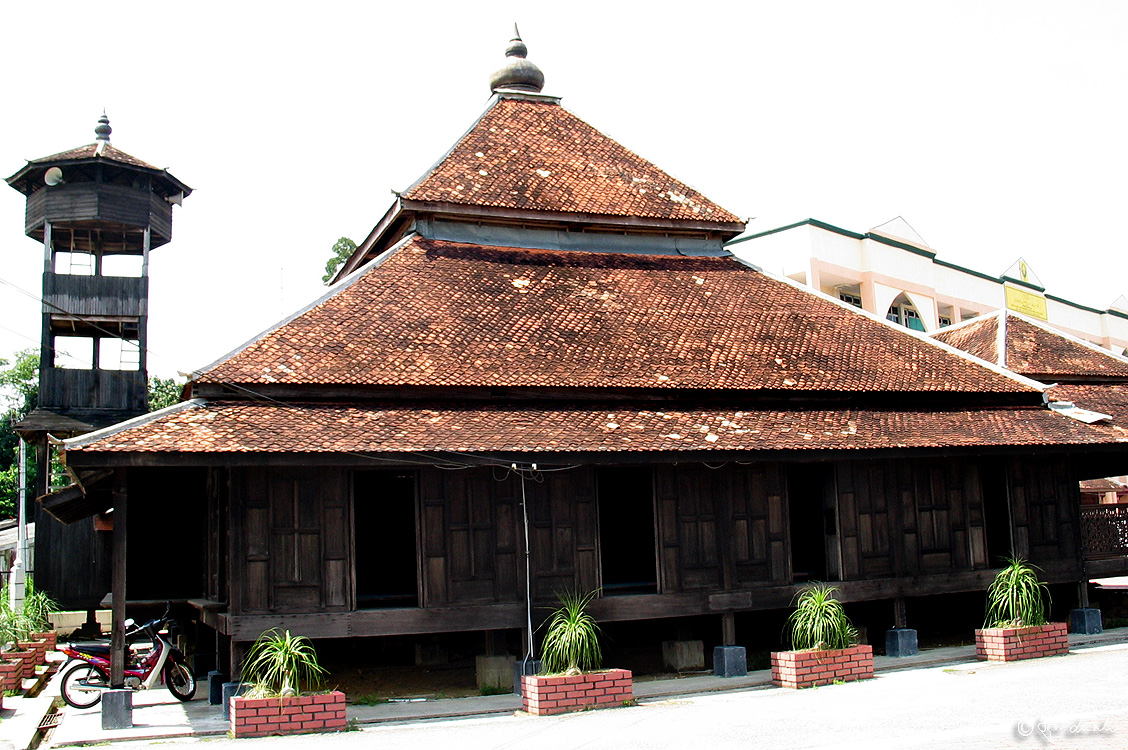
位于吉兰丹道北 (马来西亚)的甘榜罗越回教堂是马来西亚最古老的回教堂之一，历史可追溯到18世纪初

阿拉伯商人于7世纪初把回教传入马来群岛、中印半島和中国。在此之前居住在马来半岛上的人们通常是信仰印度教或佛教。柬埔寨的占族皈依回教，其来源可追查到回教先知穆罕默德的同伴哲赫什。公元674年，阿拉伯人将回教传入苏门答腊沿海地区。
印度回教徒商人也在12世纪将回教传入马来半岛。近期改信回教的印度商人的传教，使吉打国王苏丹慕查法沙一世成为首个皈依回教并建立苏丹王朝的马来统治者，这时据说是回教首次立足马来半岛。13世纪，新加坡王国最后一位国王拜里米苏拉在马六甲皈依回教，改名“依斯干达沙”（Iskandar Shah），并建立马六甲苏丹王朝。
当今马来西亚与印度尼西亚领土沿海地区的人们和平地皈依回教，并融入原有信仰。到了15和16世纪，回教已成为大多数马来人的宗教信仰了。

## 教派

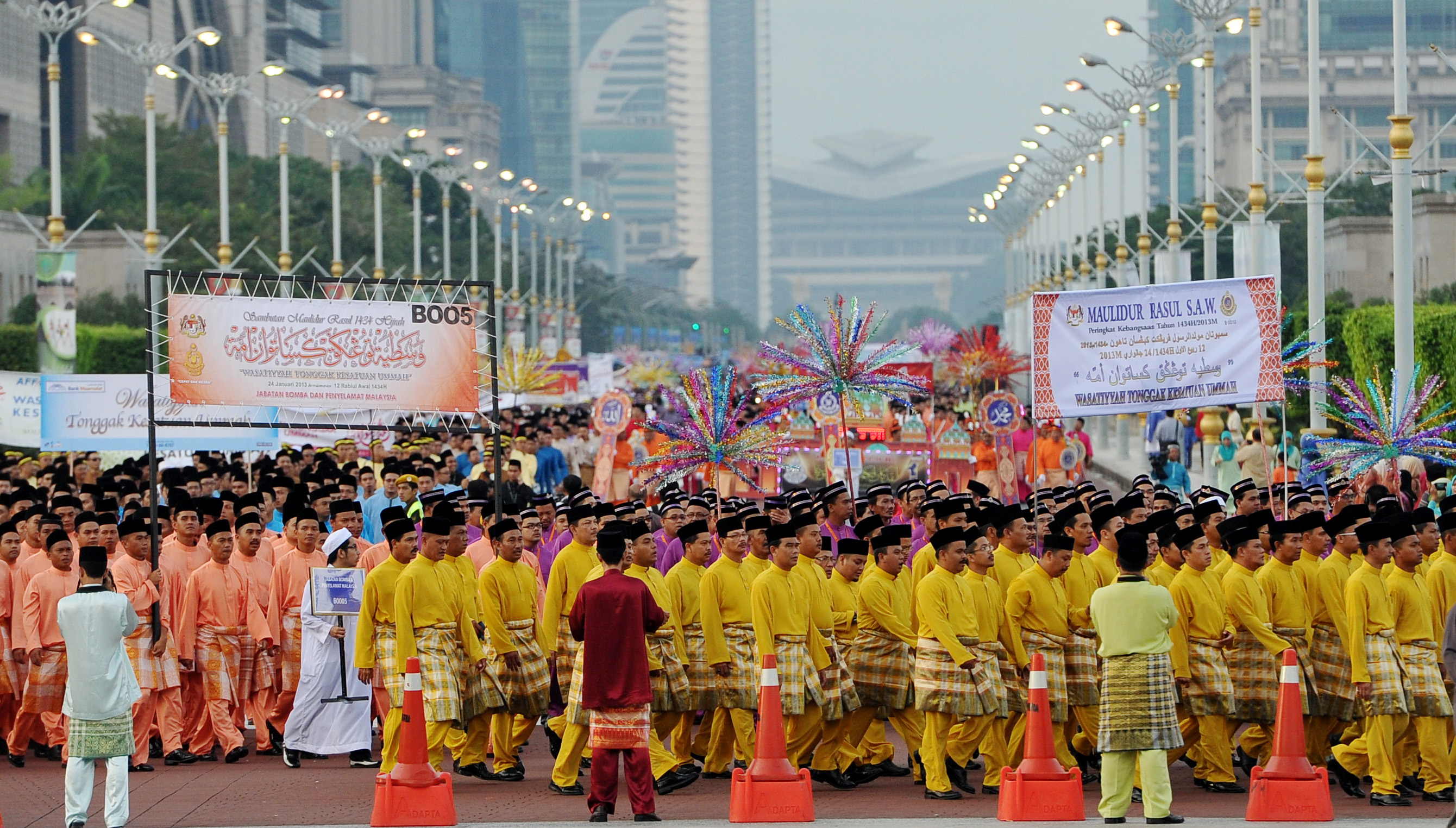
马来西亚回教徒于布城参与圣纪节（回教先知穆罕默德诞辰）游行，2013年。

### 沙斐仪派
伊斯蘭教逊尼派的沙斐仪学派是获得官方与法律认可的教派。回教堂在马来西亚普遍常见，从宣礼塔发出的召唤，每日都可以听到五次。政府机构以及金融机构每逢星期五都会休息两个小时，让回教徒雇员前往回教堂进行礼拜。然而，部分州份如吉兰丹、登嘉楼、吉打与柔佛的公定休息日定在星期五和星期六，而非星期六与星期日，方便穆斯林在星期五进行礼拜。

### 其它教派
马来西亚当局常常打压其它回教教派，并实施严格的管制，其中包括什叶派、被禁的澳尔根派、阿赫迈底亚派等等。

## 文化

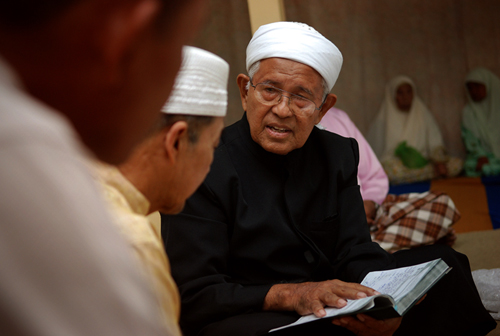
回教婚姻习俗，图中为一位回教阿訇

回教在马来文化裡占核心及主导地位。马来语有大量词汇源自于阿拉伯语，即回教的通用语言。可是，马来语也含有源自其它语言的借词，包括葡萄牙语、汉语、荷兰语、梵语、淡米尔语、英语以及法语。由于回教根深蒂固地影响马来人的生活，因此马来人与回教息息相关，回教仪式亦为马来文化的一部分。
开斋节（Hari Raya Aidilfitri）为马来西亚回教徒的逢年佳节，是回教徒生活中不可或缺的日子。

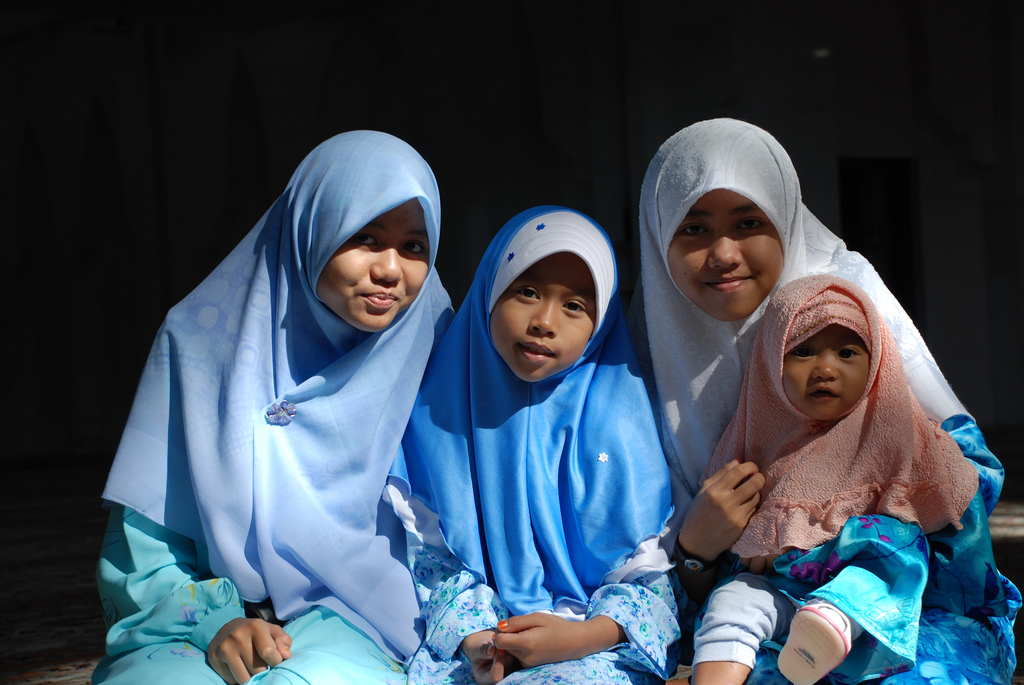
馬來裔穆斯林女性通常會穿上蓋頭（tudung hijab）

日常生活中的穆斯林妇女通常会穿戴上头纱（也称），但是这并不是必须的。平常不穿戴头纱的穆斯林女性包括国会议员拉菲达与首相马哈迪的夫人。由于阿拉伯游客剧增，马来西亚的旅游景点可见到外国穆斯林妇女穿着尼卡布。某些马来西亚学府，例如马来西亚国际伊斯兰大学强制规定必须戴上头纱，不过非回教徒女学生一般只需要在脑后戴上一块宽松的布。
有些人认为，戴上头纱显示阿拉伯文化对马来回教徒文化的影响，并指出吉兰丹州政府以“非伊斯兰”为由禁止马来传统皮影戏。
马来西亚的全国法特瓦理事会（National Fatwa Council）于2008年11月发出禁令，禁止回教徒练习瑜伽，声称其会“腐蚀”回教徒心灵。同一理事会亦对鬼魂等超自然生灵发出禁令。回教徒向已逝世非回教徒，尤其是基督徒表示哀悼时，禁用“愿逝者安息”（英語：Rest in peace）这样的慰问。

## 政治

### 马来族的定义
《马来西亚宪法》规定，马来族必须是回教徒，否则在法律上，不得成为马来族。换句话说，马来族若叛教，将丧失在宪法上的特权，包括土著的地位，被大学录取时不再享有平权法案带来的优惠，购买车辆与房地产时也不再享有折扣。一名马来西亚非马来族公民，如果其中一名家长改信回教，其在法律上就符合成为马来族的资格，亦可以享有土著在《宪法》第一百五十三条、新经济政策等的所有特权。不过，皈依回教者应当“经常讲马来语”，并遵循马来文化。马来西亚高等教育教材获得政府批准的一本课本上说道：“这就是为什么，当一名非马来族皈依回教时，被说是已‘成为马来族’（masuk Melayu）。由于该人与马来人关系密切，因此被自动认为会说流利的马来语，生活也过得像马来人。”
马来西亚的回教因此与当地马来人关系密切；一位回教学者予以批评，称马来西亚的回教“仍然是某个社群中的事，而马来西亚回教徒并未了解普世的伊斯兰精神的实际意义”。

### 回教法法律制度
在马来西亚，民事法庭与回教法庭并存，回教法庭以回教法处置所有案件，但所处理的仅限于回教家事领域的法律事务。回教法院所审理的案件包括离婚、叛教等等。然而，在某些个案中，涉及叛教案者交由马来西亚联邦民事法院进行审理。非回教徒并不受到回教法管辖。

### 马来西亚伊斯兰党对伊斯兰的滥用
在政坛上，反对党回教党对伊斯兰教的滥用层出不穷，对此首相马哈迪·莫哈末曾表达反对人们利用宗教名义捞取选票，籍以分裂穆斯林社会。